# Зриньи, Илона

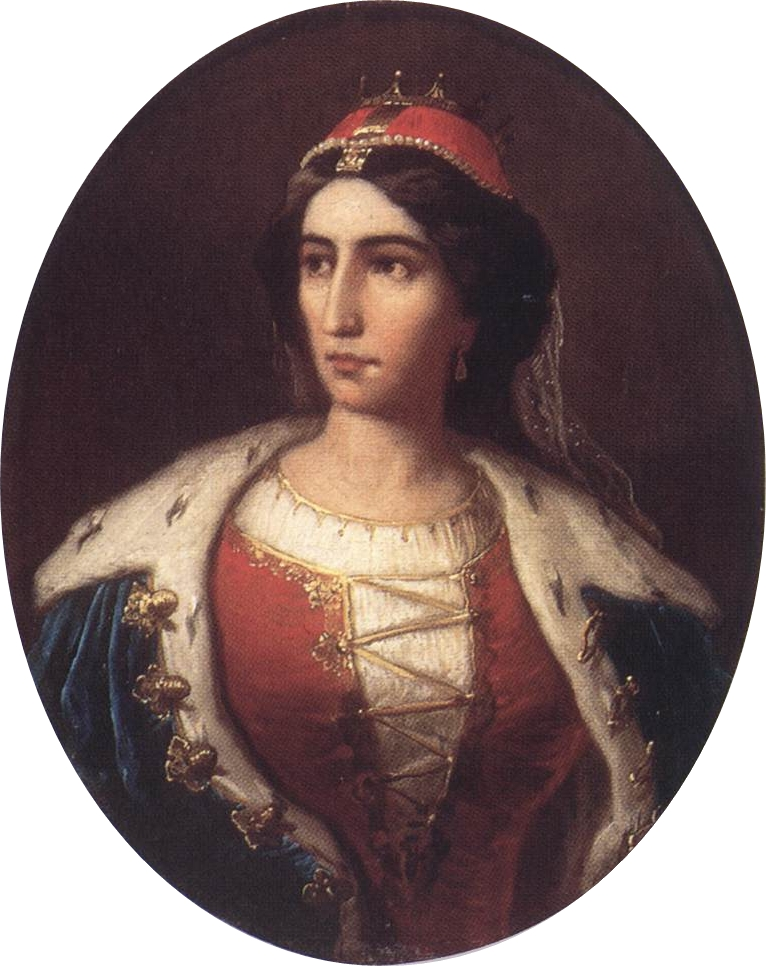
Елена Зринская
Карой Якоби (Карой Якоби)

Ило́на Зриньи (венг. Zrínyi Ilona), Еле́на Зринская (хорв. Jelena Zrinska; 1643, Озаль, Хорватия — 18 февраля 1703, Никомедия, Османская империя) — национальная героиня Венгрии и Хорватии. Дочь Петра IV Зринского. Графиня Зринская — жена трансильванского князя Ференца I Ракоци (в первом браке). Жена трансильванского князя Имре Тёкёли (Имре Текея) (во втором браке). Мать трансильванского князя Ференца II Ракоци.

## Биография
Наследница двух знатнейших родов Хорватии, Франкопанов и Зринских, Елена (Илона) была дочерью Петра Зринского и Катарины Зринской, урождённой Франкопан. Сестра Ивана Антуна Зринского.
В 1666 г. Елена вышла замуж за трансильванского князя Ференца I Ракоци. У них родились сын Дьердь (умерший в детстве), дочь Юлиана и сын Ференц II.
Пётр Зринский (Зриньи) и Фран Крсто Франкопан (брат Катарины Зринской) возглавили заговор против тирании австрийских Габсбургов, в котором также участвовали Ференц I и Елена. В 1671 году заговор был разоблачен. Сразу после неудачной попытки поднять восстание Зринский и Франкопан были арестованы и казнены. Мать Илоны Катарина, потерявшая и мужа, и брата, от горя лишилась рассудка и через два года умерла в монастыре.

Вместе со вторым мужем Имре Тёкёли Зринская руководила венгерским освободительным движением 1685—88 годов. Прославилась трёхлетней (1685—1688) обороной Мукачевского замка от габсбургских австрийских войск: когда в ноябре 1685 года австрийский генерал Зигберт Гайстер захватил Ужгородский замок и подступил к Мукачевскому, — Елена лично возглавила его гарнизон (2500 бойцов). 
В годы давние Илона Зрини стяг свободы подымала тут!
 — писал впоследствии венгерский поэт Шандор Петёфи. 10 марта 1686 году к замку подошли свежие австрийские силы, во главе с генералом Энеем Капрара. Семь месяцев замок находился в осаде, но гарнизон мужественно отбивал все атаки противника. Княгиня поднимала боевой дух воинов, часто появляясь на бастионах вместе с десятилетним сыном Ференцем. Польский король Ян Собесский назвал Илону «Величайшей женщиной Европы».
В конце 1686 года австрийцы отступили, однако в 1687 году начали новую осаду. 17 января 1688 года, обманутая подложным письмом своего мужа (которое сфабриковал управляющий княжескими имениями), Елена Зринская подписала акт о капитуляции, одним из пунктов которого был полный отказ Илоны Зриньи от прав на детей.
Остаток жизни Зринская и Тёкёли провели в изгнании, в Турции. Через полгода после смерти Елены (1703) её сын — Ференц II Ракоци — поднял очередное антигабсбургское восстание.

## Память
В 1906 году Елена Зринская была перезахоронена рядом с сыном Ференцем Ракоци в кафедральном соборе Св. Елизаветы в тогда венгерском, а ныне словацком городе Кошице.
В начале XXI века в Мукачевском замке был поставлен памятник Илоне Зриньи и Ференцу Ракоци (скульптор Пётр Матл).

Памятник И. Зриньи с сыном Ф. Ракоци в Мукачевском замке

## Образ в культуре
В литературе:
- Урсула Ле Гуин, «Хозяйка замка Моге», 1976: Изабелла Могескар частично списана с Илоны Зриньи (в частности, осада, эпизод с подложным письмом).